# Gros-Mécatina
Gros-Mécatina est une municipalité située dans la municipalité régionale de comté du Golfe-du-Saint-Laurent dans la région administrative de la Côte-Nord, au Québec, au Canada.

## Toponymie
La municipalité de Gros-Mécatina a été créée le 1er janvier 1994, alors que son territoire a été détaché de la municipalité de Côte-Nord-du-Golfe-du-Saint-Laurent. La municipalité a été nommée Gros-Mécatina car plusieurs toponymes de la région utilisent le mot Mécatina, notamment une rivière, un cap, une île, un archipel et le lac Mécatina. Ce terme provient du mot makatinau en Innu, signifiant "Grande montagne".

## Histoire
L'exploration de la région a commencé en 1535 lorsque Jacques Cartier a passé dans la région au cours de son second voyage. L'endroit est devenu un lieu important de chasse et de pêche dans la première partie du XVIIIe siècle. De 1739, Jean-Baptiste Pommereau a acquis les droits de pêche de la région pour une période de dix ans. Le Gros-Mécatina Post, construit à la même période, près de l'actuel village de La Tabatière, est rapidement devenu l'un des villages de pêcheurs les plus importants de la Côte-Nord. 
L,île du Gros-Mécatina qui a également été accordée en 1755 à l'intendant Gilles Hocquart, était un endroit populaire auprès des pêcheurs. Ils sont restés au moins jusqu'en 1808, lorsque les autorités du Québec ont vendu Gros-Mécatina. À partir de cette époque, l'établissement permanent de cette zone avait commencé.

## Géographie
Gros-Mécatina fait partie de la Basse-Côte-Nord du Golfe du Saint-Laurent, près de la frontière entre le Labrador et le Québec. La municipalité de Gros-Mécatina est voisine à l'ouest de la municipalité de Saint-Augustin (Le Golfe-du-Saint-Laurent); elles sont séparées par la baie de Kecarpoui. La limite nord de Gros-Mécatina s'arrête au milieu du lac Ivry.
La rivière du Gros Mécatina traverse la municipalité du nord au sud; son parcours est à l'ouest des villages de Mutton Bay et de La Tabatière. Cette rivière aboutit dans un grand archipel de la Côte-Nord, désigné "Archipel du Gros Mécatina", qui s'étend de Mutton Bay à Harrington Harbour. Le Cap du Gros Mécatina est situé à la pointe Sud de l'île Mitchell, soit au sud-ouest de Mutton Bay.
Par ailleurs, la rivière du Petit Mécatina coule vers l'Est pour se déverser dans une baie du Golfe du Saint-Laurent, à environ 8 km, à l'ouest de Tête-à-la-Baleine. L'île du Petit Mécatina est en face de cette embouchure. La Réserve de biodiversité projetée de la Côte d'Harrington Harbour couvre la majeure partie du territoire de la municipalité de Gros-Mécatina.
Située à proximité d'excellentes zones de pêche au crabe, au homard et au pétoncle, l'économie de la localité de Gros-Mécatina est tributaire des activités de pêche. Gros-Mécatina était dotée d'une usine de transformation du poisson qui contribuait à l'activité économique régionale, mais elle a été fermée en 2011.  Les habitants se sont tournés vers l'agriculture en serres et en pots.
Cette municipalité isolée est accessible grâce à un service de traversier hebdomadaire desservant les villages de la Côte-Nord, ou par l'aéroport de La Tabatière. Les villages de La Tabatière et Mutton Bay sont reliés par une route asphaltée de 10 km qui offre des vues spectaculaires sur le Golfe du Saint-Laurent à partir de la montagne. En hiver, la route n'est pas déneigée et la circulation se fait en motoneige. 
Prononcée (moi-Kuh-TEE-Nuh) le nom est un mot en Innus qui signifie grande montagne.

### Villages
La municipalité est composée de deux petits villages : La Tabatière et Baie-des-Moutons. Les villages abandonnés de Lac-Salé et Baie-des-Ha!-Ha! (Baie de la Terre) font partie de la municipalité.

#### La Tabatière
La Tabatière (50° 49′ 45″ N, 58° 57′ 38″ O) est situé sur la Baie Tabatière, en face de Gros-Mécatina Island (île du Gros Mécatina), et abrite une usine et des réservoirs de la transformation du poisson pour approvisionner les navires qui desservent cette partie de la région. Selon la croyance populaire, l'origine de son nom fait référence à la perte d'un sachet de tabac par un missionnaire. Cependant, il est une corruption d'un mot amérindien tabaquen, changé en tapatienne et tabatière». La paroisse locale a été désignée Saint-Joseph-de-Tabaquen, dans le langage courant, en particulier dans la correspondance des missionnaires. Le nom signifie «sorcellerie», se référant à un rituel coutumier des Indiens de la région. Un ecclésiastique qui a visité la mission en 1887, a écrit que les groupes indiens qui sont venus pour rester à cet endroit pour le commerce avec les Blancs consultaient des sorcières avant de quitter le lieu de leurs camps dans les forêts de l'intérieur, à la recherche de présages pour leur voyage de retour. 
La Tabatière a longtemps été fréquentée par les pêcheurs et les commerçants. Cette localité est particulièrement intéressante pour la pêche du cabillaud et la chasse aux phoques. En 1820, l'écossais Samuel Robertson, ancien employé de la Gros-Mécatina Post, s'y est installé et a fondé une colonie permanente que ses descendants occupent encore aujourd'hui. En 1855, il a été rejoint par les colons de Jersey et le lieu est devenu connu sous le nom de Point d'Anglais Spark. En 1885, la mission catholique Saint-Joseph-de-la-Tabatière a été créée et le bureau de poste La Tabatière a commencé ses activités le 1er novembre 1907. Dans les années 1930, le réservoir d'huile de phoque et l'usine d'huile de poisson ont brûlé. Les installations ont été reconstruites en tant qu'usine de transformation du poisson qui est aujourd'hui la plus grande de la Côte-Nord 

#### Mutton Bay
Mutton Bay (en français : Baie-des-Moutons (50° 46′ 19″ N, 59° 01′ 45″ O) est un petit village de pêche isolé sur la baie du même nom, juste à l'est de l'embouchure de la rivière Gros-Mécatina. La signification de son toponyme reste obscure, car il semble peu probable que des moutons étaient présents sur le territoire. Ce nom peut être utilisé comme une métaphore de l'écume blanche des vagues, ou les collines qui entourent la baie, qui sont toutes arrondies au sommet
Fondé sous le régime français, Mutton Bay était initialement désignée Baie-du-Portage, par les Amérindiens de la région.
En 1804, notaire Félix Têtu a signalé la création du poste de traite de la Baie-Moutons. Dans le milieu du XIXe siècle, la pêche s'est développée dans la baie, mais le village n'a pas vraiment été mis en place jusqu'en 1872 quand les Terre-Neuviens sont arrivés et ils y habitèrent. En 1886, le bureau de poste local ouvre, d'abord identifié comme Saint-Joseph-de-la-Tabatière, puis à partir de 1896 comme Mutton Bay. En 1983, le nom du lieu a été officiellement anglicisé sous la graphie "Mutton Bay", en remplacement de la Baie-des-Moutons, à cause de la majorité des résidents anglophones. En 1988, Mutton Bay comptait 55 familles, qui vivent principalement de la pêche au homard et aux pétoncles.

## Démographie

### Population
| 1991 | 1996 | 2001 | 2006 | 2011 | 2016 | 2021 |
| ---- | ---- | ---- | ---- | ---- | ---- | ---- |
| 674  | 622  | 573  | 566  | 499  | 451  | 356  |

### Langues
En 2011, sur une population de 500 habitants, Gros-Mécatina comptait 3 % de francophones et 97 % d'anglophones.

## Administration
Les élections municipales se font en bloc pour le maire et les six conseillers.
| Gros-Mécatina Maires depuis 2002                                                                                     |             |                                                    |          |
| Élection | Maire       | Qualité                                            | Résultat |
| 2002 | Brian Evans |                                                    | Voir     |
| 2005 | Randy Jones |                                                    | Voir     |
| 2009 | Randy Jones | Voir                                               |          |
| 2013 | Randy Jones | Voir                                               |          |
| 2017 | Randy Jones | Voir                                               |          |
| 2021 | Randy Jones | Voir                                               |          |
| nov. 2021 |             | Maire suppléant et Commission municipale du Québec | Voir     |
| nov. 2022 | Gena Chubbs |                                                    | Voir     |
| Élection partielle en italique Depuis 2005, les élections sont simultanées dans toutes les municipalités québécoises |             |                                                    |          |

## Éducation
La Commission scolaire du Littoral administre l'École St-Lawrence School (anglophone) à Mutton Bay.